# Jürg Wickihalder

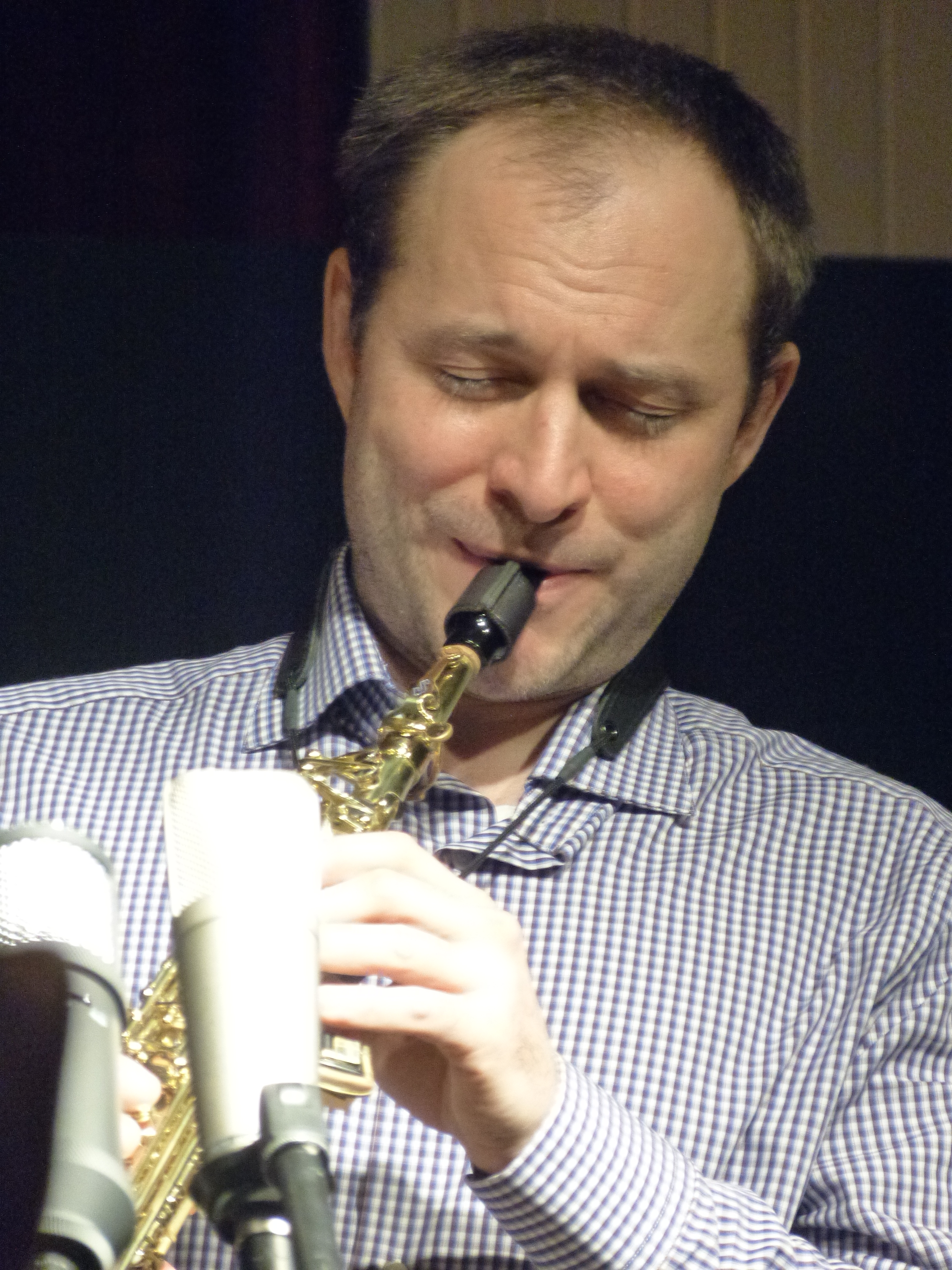
Jürg Wickihalder (2014)

Jürg Wickihalder (Glarus, 1973) is een Zwitserse jazzmuzikant, die sopraan-, alt- en tenorsaxofoon speelt.

## Biografie
Wickihalder studeerde van 1989 tot 1992 aan het conservatorium van Luzern en tot 1995 aan Berklee College of Music (les van Joe Viola en George Garzone). Tevens had hij les van Steve Lacy. Hij toerde in Europa als lid van de groepen B. Connection en Interplay Collective, waarmee hij in 1995 en 1997 ook albums opnam. In 1998 had hij de muzikale leiding van een theaterstuk van Tim Krohn ("Revolution mit Hund“). Op teksten van Krohn schreef Wickihalder talrijke composities, zoals Brandruf, Schneewittchen en Die kleine Oper vom Herbstmondfächer.
Sinds 2000 heeft hij een duo met Irène Schweizer. Hij richtte verschillende groepen op, waaronder het 14-koppige Jürg Wickihalder Orchestra. Hij had een duo met Chris Wiesendanger en richtte met Werner Tian Fischer de band Jazz Coalition op, waarmee hij in 2004 toerde in China. In 2004 speelde hij met Marco Käppeli's Even Odds (Prisoner of Time). Tevens trad hij op met Pierre Favre, Urs Leimgruber, Hans Koch, Co Streiff, Lucas Niggli, Evan Parker en Barry Guy. Verder is hij lid van het kwartet van Ulrich Gumpert, Omri Ziegele's groep Billiger Bauer, Tommy Meier's Root Down, Werner Tian Fischer's Travelogue en het Virgil Moorefield Ensemble.

## Prijzen en onderscheidingen
Wickihalder won talrijke compositie- en solistenprijzen. In 1994 werd hij in de Dean’s List van Berklee College of Music opgenomen en in 1995 kreeg hij de Annual Student Award van Down Beat. In 2000 kreeg hij een prijs van de stichting Pro Arte.

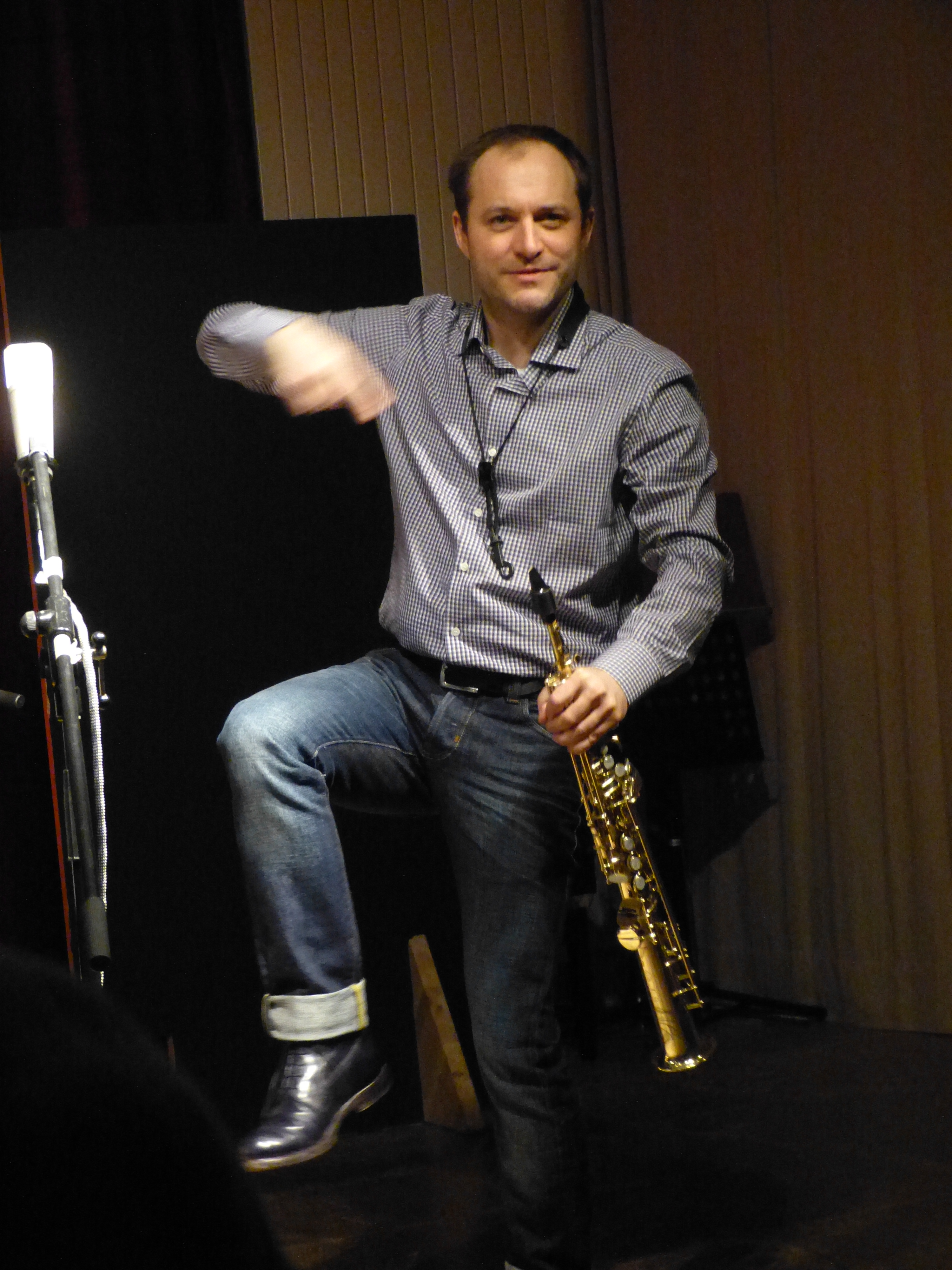
Jürg Wickihalder in Loft (2014)

## Discografie (selectie)
- Interplay Collective: Jürg Wickihalder directing the Interplay Collective featuring Sophie Dunér (Dreamscape, 1997)
- Fischer-Wickihalder Jazz Coalition (Elchi, met Fridolin Berger, David Beglinger; 2003)
- Jürg Wickihalder/Chris Wiesendanger  A Feeling for Someone (Intakt Records, 2007)
- Jürg Wickihalder Overseas Quartet Furioso (Intakt, met Achille Succi, Mark Zubek, Kevin Zubek; 2007)
- The Sam Trümpy Memorial Jazz Coalition featuring Jürg Wickihalder  Live! (Altrisuoni, 2009)
- Jürg Wickihalder European Quartet Jump! (Intakt, met Irène Schweizer, Fabian Gisler, Michael Griener; 2011)[3]
- Jürg Wickihalder Orchestra Narziss und Echo (Intakt, met Damian Zangger, Bernard Bamert, Florian Egli, Michael Jaeger, Chris Wiesendanger, Mia Lindblom, Frantz Loriot, Seth Woods, Daniel Studer, Tim Krohn, Manuel Perovic; 2012)[4]
- Jürg Wickihalder/Irène Schweizer Spring (Intakt, 2014)
- Jürg Wickihalder, Barry Guy, Lucas Niggli Beyond (Intakt, 2017)